# Karl-Heinz Peters
Karl-Heinz Peters (* 28. August 1903 in Rüggeberg; † 5. September 1990 in München) war ein deutscher Schauspieler.

## Leben
Nach seiner künstlerischen Ausbildung in Hagen erhielt er sein erstes festes Engagement 1926 in Mönchengladbach. Weitere Stationen seiner Laufbahn waren Köln, Frankfurt am Main, Hamburg, München und Berlin, wo er erstmals im Mai 1927 auftrat.
Seit 1939 war Peters als Nebendarsteller häufig in Spielfilmen zu sehen. Oft verkörperte er Amtspersonen wie Kommissare und Polizisten, aber auch Ganoven, Ärzte, Direktoren und Angestellte. In dem Edgar-Wallace-Film Der rote Kreis (1960) erschien er als Henker. Er spielte auch weiterhin Theater, besonders am Staatstheater Stuttgart, und übernahm kleinere Rollen in Fernsehproduktionen.

## Filmografie (Auswahl)
- 1939: Alarm auf Station III
- 1939: Die fremde Frau
- 1939: Der Gouverneur
- 1939: Männer müssen so sein
- 1939: Der Polizeifunk meldet
- 1940: Der Feuerteufel
- 1940: Feinde
- 1940: Die 3 Codonas
- 1940: Golowin geht durch die Stadt
- 1940: Herz ohne Heimat
- 1940: Kriminalkommissar Eyck
- 1940: Zwischen Hamburg und Haiti
- 1941: Mein Leben für Irland
- 1941: Kameraden
- 1942: Diesel
- 1942: Fünftausend Mark Belohnung
- 1942: Viel Lärm um Nixi
- 1942: Vom Schicksal verweht
- 1943: Der dunkle Tag
- 1943: Münchhausen
- 1944: Sieben Briefe
- 1944: Der Mann, dem man den Namen stahl
- 1944: Das Leben ruft
- 1944/48: Intimitäten
- 1945: Die Brüder Noltenius
- 1949: Amico
- 1949: Der Bagnosträfling
- 1949: Hafenmelodie
- 1949: Derby
- 1949: Kätchen für alles
- 1950: Kronjuwelen
- 1950: Das Mädchen aus der Südsee
- 1950: Nur eine Nacht
- 1950: Schatten der Nacht
- 1950: Skandal in der Botschaft
- 1951: Herzen im Sturm
- 1952: Cuba Cabana
- 1952: Mönche, Mädchen und Panduren
- 1952: Wir tanzen auf dem Regenbogen
- 1953: Jonny rettet Nebrador
- 1953: Die große Schuld
- 1954: Conchita und der Ingenieur
- 1954: Der Engel mit dem Flammenschwert
- 1954: Die verschwundene Miniatur
- 1954: Ein Mädchen aus Paris
- 1955: Die Herrin vom Sölderhof
- 1955: Die Toteninsel
- 1957: Für zwei Groschen Zärtlichkeit
- 1957: Alle Wege führen heim
- 1957: Nachts, wenn der Teufel kam
- 1957: Robinson soll nicht sterben
- 1957: Eine Frau, die weiß, was sie will
- 1958: Auferstehung
- 1958: Emilia Galotti
- 1958: Der Maulkorb
- 1958: Tatort Berlin
- 1959: Am Tag, als der Regen kam
- 1959: Laß mich am Sonntag nicht allein
- 1960: Der rote Kreis
- 1960: Die Bande des Schreckens
- 1961: Immer wenn es Nacht wird
- 1961: Der grüne Bogenschütze
- 1961: Stahlnetz – Saison
- 1962: Die Hesselbachs (Fernsehserie, 1 Episode)
- 1962: Das schwarz-weiß-rote Himmelbett
- 1962: Zwei Bayern in Bonn
- 1964: Die drei Scheinheiligen
- 1964: Katharina Knie
- 1964: Wälsungenblut
- 1964: Gewagtes Spiel – Jacqueline
- 1966: Abschied von gestern
- 1968: Das Kriminalmuseum – Das Goldstück
- 1968: Tragödie auf der Jagd
- 1968: Der Mann, der keinen Mord beging (Fernseh-Mehrteiler)
- 1969: Pepe, der Paukerschreck
- 1969: Stewardessen (Fernsehserie, 1 Folge)
- 1969: Unser Doktor ist der Beste
- 1970: Wer weint denn schon im Freudenhaus?
- 1970: Graf Yoster gibt sich die Ehre
- 1971: Birdie
- 1970: Königlich Bayerisches Amtsgericht (Fernsehserie, 1 Folge)
- 1971: Fräulein von Stradonitz in memoriam
- 1972: Die Auto-Nummer – Sex auf Rädern
- 1973: Der Bumsladen-Boß
- 1973: Ludwig II. (Ludwig)
- 1974: Okay S.I.R. – Der Tizianclub
- 1975: Mei Hos’ ist in Heidelberg geblieben
- 1977: Die Vertreibung aus dem Paradies
- 1978: Derrick – Solo für Margarete
- 1979: Die Hamburger Krankheit
- 1979: Ein Kapitel für sich
- 1983: Polizeiinspektion 1 – Urlaubszeit
- 1983: Der Trotzkopf (Mehrteiler)